# Lepeophtheirus cuneifer
Lepeophtheirus cuneifer är en kräftdjursart som beskrevs av Zbigniew Kabata 1974. Lepeophtheirus cuneifer ingår i släktet Lepeophtheirus och familjen Caligidae. Inga underarter finns listade i Catalogue of Life.